# Tylos tantabiddy
Tylos tantabiddy is een pissebed uit de familie Tylidae. De wetenschappelijke naam van de soort is voor het eerst geldig gepubliceerd in 1991 door Lewis.